# جورج بيترسن (سياسي)
جورج بيترسن (بالنرويجية البوكمول: Georg Pettersen )‏ (و. 1803 – 1879 م) هو سياسي نرويجي، توفي عن عمر يناهز 76 عاماً.

## مناصب
تولى منصب عضو برلمان النرويج ‏.